# So Much for So Little
So Much for So Little ist ein US-amerikanischer Dokumentar-Kurzfilm von Chuck Jones aus dem Jahr 1949. Der Zeichentrickfilm wurde von Warner Bros. für den United States Public Health Service produziert und behandelt die Gesundheitsfürsorge in den Vereinigten Staaten. 1950 gewann der Film den Oscar für den Besten Dokumentar-Kurzfilm zusammen mit A Chance to Live.

## Handlung
In den Vereinigten Staaten kommen auf die Geburtenzahlen von circa 2 Millionen etwa 118.481 Kinder, die ihren ersten Geburtstag nicht mehr erleben. Der Zeichentrickfilm zeigt das Baby John E. Jones, das auch in diese Statistik fallen könnte, wenn es nicht richtig gepflegt wird. Der Film folgt nun Johns Leben bis zum hohen Alter und zeigt, was der United States Public Health Service tut, um John zu retten. Stationen sind die Schulzeit, das Erwachsenenalter mit Heirat und Geburt des ersten Kindes, das mittlere Alter, bei dem es zu Gewichtszunahme kommt, und das hohe Alter. Während der gesamten Zeit kümmert sich der United States Public Health Service für gerade Mal 3 Cent um Johnny.

## Hintergrund
Der Film erschien 2004 auf der Looney Tunes Golden Collection DVD Volume 2 und 2008 auf der DVD Warner Brothers Home Entertainment Academy Awards Animation Collection. Es handelte sich um den ersten animierten Dokumentarfilm, der einen Oscar gewann.

## Kritik
Praktisch ein Werbefilm für den Public Health Service wirkt der Film aus heutiger Sicht überholt und wenig aussagekräftig. Zu jener Zeit war der Stil des Zeichentrickfilms recht ungewöhnlich. Insbesondere die Standbilder von Paul Julian, Robert Gribbroek und Pete Alvarad und die einfachen Animationen von Regisseur Chuck Jones waren damals ungewöhnlich.